# Vicenç Acuña i Requejo
Vicenç Acuña i Requejo (Huelva, Andalusia, 21 de setembre del 1946) és un pedagog musical i compositor de sardanes.
Resideix a Barcelona des del 1947. El seu contacte amb la música es va iniciar a l'Escolania de La Mercè i a la secció infantil de l'Orfeó Català, on va estudiar solfeig amb els mestres Antoni Pérez Moya, Pérez Simó i Joan Tomàs. Més tard va iniciar els estudis musicals al Conservatori Superior Municipal de Música de Barcelona amb mestres com Xavier Montsalvatge, Antoni Ros Marbà i Enric Ribó i hi va obtenir els títols de Composició i de Direcció d'orquestra.
Professor d'harmonia del Conservatori Superior Municipal de Música de Barcelona (1977-1993) i de contrapunt (de 1993 ençà). S'ha dedicat preferentment a la composició de música clàssica on té un bon historial. En sardanes ha tingut diversos premis amb obres d'un estil i tècnica molt propis i característics.
Pel que fa a la composició, en àmbits corals i instrumentals clàssics s'ha fet mereixedor del Premi Asturias el 1978, del Ciudad Ibagüe de Colòmbia el 1981 i de l'Antoni Soler de la Generalitat de Catalunya el 1983 entre d'altres. Posseïdor d'una estètica característica, el seu catàleg per a cobla ha obtingut diverses distincions.